# 腓特烈四世 (士瓦本)

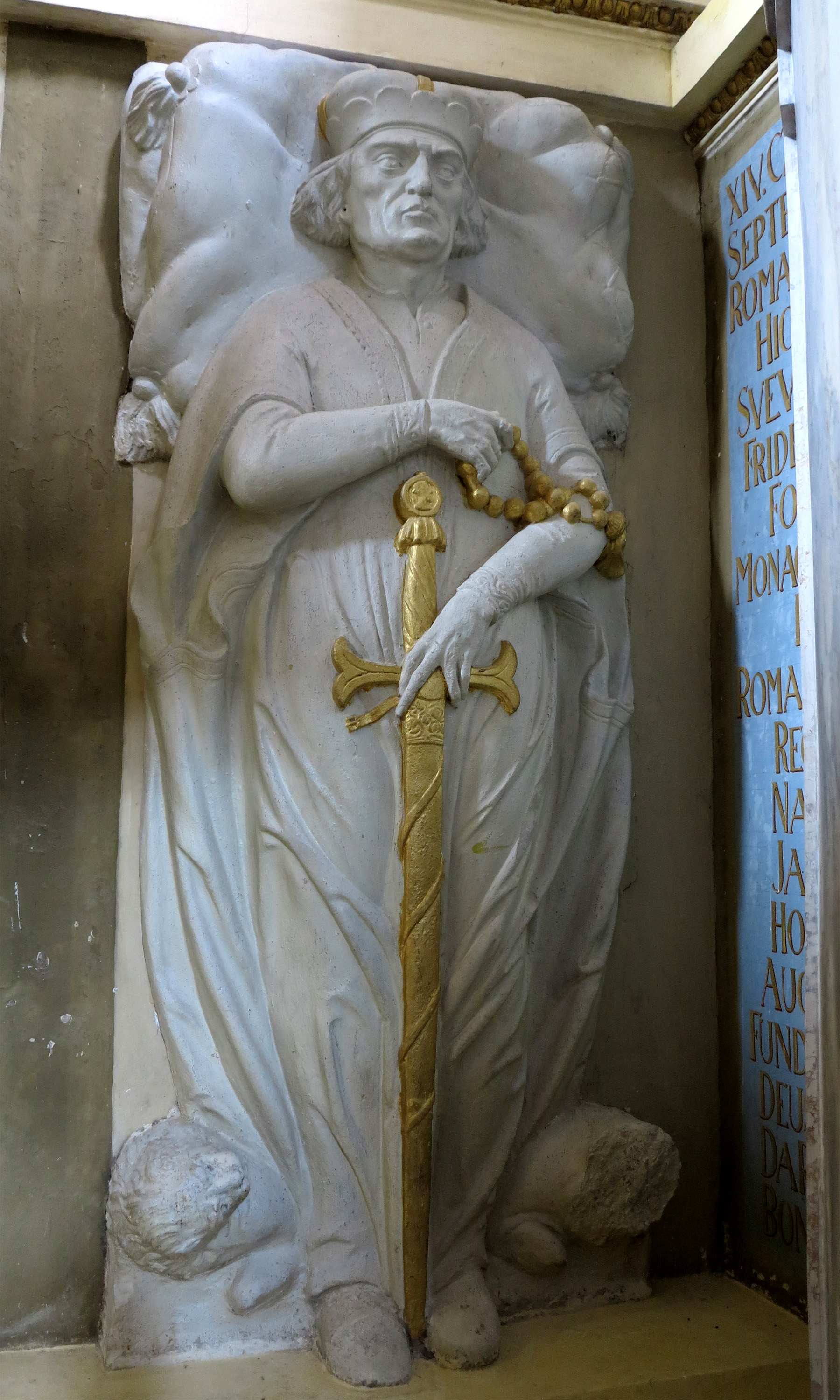
腓特烈四世

腓特烈四世（德語：Friedrich IV.；1145年—1167年8月19日）是士瓦本公爵（1152年至1167年在位）。
腓特烈四世是羅馬人民的國王康拉德三世與第二任妻子蘇爾茨巴赫的格特魯德的兒子，因此他理應是王位的直接繼承人。然而，在康拉德三世的臨終時，據稱康拉德三世只將遺言向他的侄子腓特烈·巴巴羅薩和班貝格教區主教兩人讀出，指明由腓特烈·巴巴羅薩承繼王位並將皇室徽章交給他。
腓特烈·巴巴羅薩立即向巴伐利亞的神父爭取支持，並由科隆總教區總主教匆忙地召開帝國議會。選帝侯如教宗的盟友亨利一世選出腓特烈·巴巴羅薩為國王，而不是他六歲的堂弟腓特烈四世。數天後於1152年3月9日，腓特烈·巴巴羅薩於亞琛加冕成為羅馬人民的國王而腓特烈四世繼承堂兄士瓦本公爵爵位。
腓特烈四世參加了皇帝腓特烈一世在意大利的進軍，成為神聖羅馬帝國軍的眾多傷亡者之一。1167年，在佔領羅馬之後，腓特烈四世染病逝世。此後，腓特烈一世將士瓦本公爵爵位給了他三歲的長子腓特烈五世。
腓特烈四世娶了薩克森公爵及巴伐利亞公爵獅子亨利的女兒巴伐利亞的格特魯德為妻，但是二人並沒有子嗣。巴伐利亞的格特魯德在腓特烈四世死後再嫁給丹麥國王克努特六世，至逝世亦無子女。